# Quỳnh Giao (xã)
Quỳnh Giao là một xã thuộc huyện Quỳnh Phụ, tỉnh Thái Bình, Việt Nam.
Xã Quỳnh Giao có diện tích 4.65 km², dân số năm 1999 là 5588 người, mật độ dân số đạt 1202 người/km².